# Gwaihiria
Gwaihiria é um género de vespas pertencentes à família Diapriidae.
Espécies:
- Gwaihiria allocerata Naumann, 1982
- Gwaihiria bifoveata (Dodd, 1916)